# Primijenjena matematika
Primijenjena matematika primjena je matematičkih metoda u različitim područjima kao što su: fizika, inženjerstvo, medicina, biologija, financije, poslovanje, računalne znanosti i industrija. Dakle, primijenjena matematika je kombinacija matematičke znanosti i specijaliziranih znanja. Izraz "primijenjena matematika" također opisuje stručnu specijalnost u kojoj matematičari rade na praktičnim problemima formuliranjem i proučavanjem matematičkih modela.
U prošlosti su praktične primjene potaknule razvoj matematičkih teorija, koje su zatim postale predmet proučavanja čiste matematike gdje se apstraktni pojmovi proučavaju sami za sebe. Djelatnost je primijenjene matematike stoga tijesno povezana s istraživanjem čiste matematike.
Povijesno gledano, primijenjena matematika uglavnom se sastojala od primijenjene analize, ponajprije diferencijalnih jednadžbi; teorija aproksimacije (široko tumačena, uključuje prikaze, asimptotske metode, varijacijske metode i numeričku analizu); i primijenjena vjerojatnost. Ova su područja matematike izravno povezana s razvojem Newtonove fizike i zapravo, razlika između matematičara i fizičara nije bila oštro povučena prije sredine 19. stoljeća. Ta je povijest ostavila pedagoško nasljeđe u Sjedinjenim Državama: sve do početka 20. stoljeća predmeti poput klasične mehanike često su se predavali na odsjecima primijenjene matematike na američkim sveučilištima, a ne na odsjecima fizike, a mehanika fluida još uvijek se može predavati na odsjecima primijenjene matematike.
Odjeli inženjerstva i računarstva tradicionalno koriste primijenjenu matematiku.